# Parc des expositions de Toronto
 (avril 2022).
Si vous disposez d'ouvrages ou d'articles de référence ou si vous connaissez des sites web de qualité traitant du thème abordé ici, merci de compléter l'article en donnant les références utiles à sa vérifiabilité et en les liant à la section « Notes et références ».
Le parc des expositions de Toronto, ou Exhibition Place en anglais, est un parc situé sur les rives du lac Ontario, en périphérie de la ville de Toronto, au Canada. 
Il accueille chaque année, à la fin du mois d'août, l'Exposition nationale canadienne, une grande fête foraine qui s'achève sur un meeting aérien, le spectacle aérien international du Canada.
Les bâtiments du site datent du XVIIIe siècle. Un plan de Chapman et Oxley (en) en 1920 ajoute un certain nombre de structures Beaux-Arts.
Le parc des expositions de Toronto abrite plusieurs bâtiments d'exposition, notamment le bâtiment Enercare Centre (en), le bâtiment Beanfield et le bâtiment Better Centre. Ces bâtiments offrent des espaces d'exposition intérieurs pour les entreprises et les organisations qui souhaitent présenter leurs produits et services aux visiteurs.
En plus des expositions commerciales, le parc des expositions de Toronto est également connu pour ses attractions et ses manèges, notamment la grande roue, le slingshot, le Zipper et le Sky Ride. Le parc des expositions accueille également le Circuit urbain du parc des expositions de Toronto, des concerts, des spectacles, des compétitions et des événements spéciaux tout au long de l'année.